# 阿爾諾德·蓋倫
阿爾諾德·蓋倫（Arnold Gehlen，1904年1月29日—1976年1月30日）是德國重要的而且富有爭議的哲學家和社會學家，也是哲學人類學的主要代表，其立場被認為保守。
蓋倫受到尼科拉·哈特曼和馬克斯·舍勒的影響。

## 生平
蓋倫出生於薩克森王國萊比錫，大學時就讀萊比錫大學，1933年時加入納粹黨，並接替保羅田立克擔任法蘭克福大學教授，1938年出任柯尼斯堡大學教授，1940年時轉赴維也納大學任教。1943年時加入德意志國防軍參戰。二戰結束後，蓋倫經歷一段去納粹化的過程，之後於施派爾一所學院任教，1962年69年執教於阿亨工業大學。
1976年逝世於漢堡。

## 著作
<道德与超道德：一种多元主义伦理学>（Moral und Hypermoral,Eine pluralistische Ethik, Frankfurt am Main,1969